# Bartolomici
Bartolomici, bartoszkowie, księża komuniści właściwie Zgromadzenie Kleryckie Księży Życia Wspólnego (łac. Institutum Clericorum Saecularium in Communi Viventium) – katolickie męskie zgromadzenie zakonne założone pod nazwą Zgromadzenia Księży Świeckich w 1640 roku we wsi Logman w elektoracie bawarskim przez salzburskiego kanonika Bartłomieja Holzhausera. Zgromadzenie zatwierdzone zostało przez papieża Innocentego XI w 1680 roku.
Bartolomici zorganizowani byli we wspólnoty. Obowiązkiem członków zgromadzenia było prowadzenie wspólnego życia z dala od kobiet, wspólne ćwiczenia duchowe i modlitwy pod rządami jednego przełożonego. Wszystkie gromadzone przez braci komunistów dochody składane były do wspólnej kasy. Oddawali się działalności duszpasterskiej w miastach i wioskach, szczególną rolę w ich misji pełniła posługa kaznodziejska i spowiednicza. Prowadzili szkoły, kolegia i seminaria duchowne.
Oprócz krajów Świętego Cesarstwa Rzymskiego działali w Królestwie Obojga Sycylii, w Portugalii, w Irlandii. Dotarli też do Rzeczypospolitej, gdzie przybyli w 1683 lub 1685 roku, sprowadzeni przez królową Marysieńkę. Swój pierwszy dom założyli w Górze Kalwarii. Tam też pod opieką biskupa poznańskiego Stefana Wierzbowskiego zorganizowali seminarium duchowne. Za udział księży bartolomitów w powstaniu listopadowym, władze carskie zamknęły ich kolegia w 1833 roku. Ich działalność na ziemiach polskich zakończyła się oficjalnie w 1850 roku.
Strojem zakonnym bartolomitów była sutanna, nieróżniąca się od ubioru duchowieństwa.

## Domy zakonne bartolomitów na ziemiach I Rzeczypospolitej
- Brzeżany
- Góra Kalwaria
- Kielce
- Pińsk
- Płock
- Sandomierz
- Węgrów
- Włocławek